# خورخي أنطونيو مونيوث
خورخي أنطونيو مونيوث (بالإسبانية: Jorge Muñoz)‏ هو لاعب كرة قدم ومدرب كرة قدم تشيلي، ولد في 30 يوليو 1981 في سان برناردو في تشيلي. لعب مع نادي بالستينو.